# Jessup (Maryland)
Jessup és una concentració de població designada pel cens dels Estats Units a l'estat de Maryland. Segons el cens del 2000 tenia 7.865 habitants.

## Demografia
Segons el cens del 2000, Jessup tenia 7.865 habitants, 379 habitatges, i 280 famílies. La densitat de població era de 717,9 habitants/km².
Dels 379 habitatges en un 29,6% hi vivien nens de menys de 18 anys, en un 57,5% hi vivien parelles casades, en un 9,5% dones solteres, i en un 26,1% no eren unitats familiars. En el 20,1% dels habitatges hi vivien persones soles el 6,1% de les quals corresponia a persones de 65 anys o més que vivien soles. El nombre mitjà de persones vivint en cada habitatge era de 2,68 i el nombre mitjà de persones que vivien en cada família era de 3,04.
Per edats la població es repartia de la següent manera: un 3,2% tenia menys de 18 anys, un 15,9% entre 18 i 24, un 62,5% entre 25 i 44, un 16,3% de 45 a 60 i un 2% 65 anys o més.
L'edat mediana era de 34 anys. Per cada 100 dones de 18 o més anys hi havia 539,7 homes.
La renda mediana per habitatge era de 48.000 $ i la renda mediana per família de 55.139 $. Els homes tenien una renda mediana de 26.003 $ mentre que les dones 24.950 $. La renda per capita de la població era de 19.052 $. Entorn del 5% de les famílies i el 7,1% de la població estaven per davall del llindar de pobresa.

## Poblacions més properes
El següent diagrama mostra les poblacions més properes.